# 岸田正吉
岸田 正吉（きしだ せいきち、1931年1月 - 2002年（平成14年）2月3日）は、日本の国文学者。

## 人物
1931年（昭和6年）1月東京都生まれ。1954年東京大学文学部国文学科卒。中教出版、麻布学園を経て日本女子体育大学教授。2002年（平成14年）2月3日逝去。生前の所属学会等は、全国文章指導研究会(代表)、東京大学国語国文学会、日本近代文学会、解釈学会。動物学者であった岸田久吉の四男で、久吉から正吉に遺贈された書籍や雑誌類は東京蜘蛛談話会の有志によって、クモ類文献は東京蜘蛛談話会に、他の動物学関係文献は東京農業大学図書館に寄贈された。
東京大学囲碁部の出身であり、麻布学園の時代には、囲碁部の創立にたずさわり、部活動を通して石倉昇プロ九段をはじめ多くの部員を育てた。

## 著書
- 岸田正吉 (1996-07-01). 生命(いのち)を見つめた作家たち. 風土社(東京). ISBN 4-938894-01-7. NCID BN15332768

## 論文
- 国立情報学研究所収録論文 国立情報学研究所
- 岸田正吉 (1993-04-01). “志賀直哉「清兵衛と瓢箪」試論”. 日本女子体育大学紀要 (日本女子体育大学) (23):  149-141. ISSN 02850095. NAID 40002956033.
- 岸田正吉 (1997-03-01). “森鷗外「興津弥五右衛門の遺書」小論”. 日本女子体育大学紀要 (日本女子体育大学) (27):  206-193. ISSN 02850095. NAID 40002956107.
- 岸田正吉 (1998-03-01). “新解『小僧の神様』--太宰作品を手掛かりに”. 日本女子体育大学紀要 (日本女子体育大学) (28):  115-103. ISSN 02850095. NAID 40002955687.
- 岸田正吉 (2001-03-00). “「西行」私論--西行の花月(小林秀雄「西行」を軸として)”. 日本女子体育大学紀要 (日本女子体育大学) 31:  199-189. ISSN 02850095. NAID 40002956158.

## 関連人物
- 岸田久吉 (1888-1968)：父